# Miss Rio Grande do Sul 2018
Miss Rio Grande do Sul 2018 foi a 64ª edição do tradicional concurso de beleza feminino de Miss Rio Grande do Sul, válido para a disputa de Miss Brasil 2018, único caminho para o Miss Universo. Teve a participação de mais de quarenta candidatas disputando  trinta (30) vagas para a final do reality show. O concurso desde o ano passado traz uma proposta diferente, já que as candidatas ao título ficam confinadas em um resort e a cada semana cinco delas são eliminadas, dentro do "Programa da Regina", quadro de variedades semanal da programação da TV Bandeirantes Rio Grande do Sul. Coordenado por Marcelo Sóes, o evento teve seu ápice no dia 27 de Abril de 2018, quando a Vice-Miss Brasil 2017, Juliana Mueller, coroou a sua sucessora Leonora Weimer de Eldorado do Sul.

## Resultados

### Colocações
| Posição                 | Município e candidata |
| Vencedora               | - Eldorado do Sul - Leonora Weimer |
| 2º. Lugar               | - Estrela - Bianca Scheren |
| 3º. Lugar               | - Arroio do Tigre - Sancler Frantz |
| 4º. Lugar               | - Tramandaí - Samen dos Santos |
| 5º. Lugar               | - Minas do Leão - Caroline Escouto |
| (Top 11) Semifinalistas | - Alegrete - Flávia Tolfo - Arroio do Sal - Jheniffer Ev - Caxias do Sul - Tauana Stieve - Farroupilha - Renata Agazzi - Itaara - Natália Fantinel - Nova Petrópolis - Morgana Martins                                                                                   |
| (Top 15) Semifinalistas | - Gramado - Luana Schell - Porto Alegre - Vitória Brodt - Putinga - Karina Cossa - São Gabriel - Camila Balconi - Tapes (Rio Grande do Sul) - Bárbara Boff |
| (Top 20) Semifinalistas | - Passo Fundo - Laura Martini - Pelotas - Fernanda Rott - Santa Maria - Marcella Xarão - São Lourenço do Sul - Manuela Schein - Uruguaiana - Ana Cláudia Ribeiro |
| (Top 30) Semifinalistas | - Arroio do Meio - Stephanie Rehfeldt - Camaquã - Milene Lobato - Capão da Canoa - Fabiana Santos - Guaíba - Bruna Pereira - Igrejinha - Vanusa Marschner - Mampituba - Helen Pizzio - São Nicolau - Tainá Barbosa - Teutônia - Thaís Horst - Xangri-lá - Vitória Oliver |

### Prêmios especiais
| Prêmio              | Representação e candidata                |
| Miss Voto Popular 1 | - Alegrete - Flávia Tolfo (66.805 votos) |

1. A candidata mais votada alcança uma vaga na final da competição.

### Ordem dos anúncios
| 1. São Gabriel 2. Porto Alegre 3. Tapes 4. Gramado 5. Pelotas 6. Itaara 7. Estrela 8. Passo Fundo 9. Farroupilha 10. Arroio do Sal 11. Putinga 12. São Lourenço do Sul 13. Arroio do Tigre 14. Santa Maria 15. Tramandaí 16. Uruguaiana 17. Eldorado do Sul 18. Minas do Leão 19. Nova Petrópolis 20. Caxias do Sul | 1. Putinga 2. Tramandaí 3. Farroupilha 4. Caxias do Sul 5. Porto Alegre 6. Itaara 7. Tapes 8. Gramado 9. Estrela 10. Arroio do Tigre 11. Minas do Leão 12. São Gabriel 13. Eldorado do Sul 14. Arroio do Sal 15. Nova Petrópolis | 1. Estrela 2. Arroio do Sal 3. Eldorado do Sul 4. Minas do Leão 5. Itaara 6. Caxias do Sul 7. Nova Petrópolis 8. Farroupilha 9. Tramandaí 10. Arroio do Tigre 11. Alegrete | 1. Tramandaí 2. Eldorado do Sul 3. Estrela 4. Arroio do Tigre 5. Minas do Leão |  |

## Candidatas

### Semifinalistas
| - Alegrete - Flávia Tolfo - Arroio do Meio - Stephanie Rehfeldt - Arroio do Sal - Jheniffer Ev - Arroio do Tigre - Sancler Frantz - Camaquã - Milene Lobato - Capão da Canoa - Fabiana Santos - Caxias do Sul - Tauana Stieve - Eldorado do Sul - Leonora Weimer - Estrela - Bianca Scheren - Farroupilha - Renata Agazzi | - Gramado - Luana Schell - Guaíba - Bruna Pereira - Igrejinha - Vanusa Marschner - Itaara - Natália Fantinel - Mampituba - Helen Pizzio - Minas do Leão - Caroline Escouto - Nova Petrópolis - Morgana Martins - Passo Fundo - Laura Martini - Pelotas - Fernanda Rott - Porto Alegre - Vitória Brodt | - Putinga - Karina Cossa - Santa Maria - Marcella Xarão - São Gabriel - Camila Balconi - São Lourenço do Sul - Manuela Schein - São Nicolau - Tainá Barbosa - Tapes (Rio Grande do Sul) - Bárbara Boff - Teutônia - Thaís Horst - Tramandaí - Samen dos Santos - Uruguaiana - Ana Cláudia Ribeiro - Xangri-lá - Vitória Oliver |

### Seletiva
70 candidatas participam da seletiva: 
| - Alegrete - Flávia Tolfo - Alvorada - Sheron Vieira - Antônio Prado - Roberta Benetti - Arroio do Meio - Stephanie Rehfeldt - Arroio do Sal - Jhenifer Ev - Arroio do Tigre - Sancler Frantz - Bagé - Kerollyn Garcia - Butiá - Franciele Carvalho - Cachoeirinha - Vitória Friske - Camaquã - Milene Lobato - Campo Bom - Victória Munhóz - Canoas - Rafaela Caobelli - Capão da Canoa - Fabiana Santos - Capivari do Sul - Larissa Quadros - Caxias do Sul - Tauana Stieve - Charqueadas - Aléxia Cunha - Cidreira - Amanda Capponi - Cruz Alta - Mileny Andriollo - Eldorado do Sul - Leonora Weimer - Erechim - Camila Bruschi - Espumoso - Sabrina Marchioretto - Estância Velha - Amanda Daudt - Esteio - Luiza Bonoto - Estrela - Bianca Scheren | - Farroupilha - Renata Agazzi - Flores da Cunha - Rozeneri Vanin - Glorinha - Pâmella Rosa - Gramado - Luana Schell - Gravataí - Jéssica de Aguiar - Guaíba - Bruna Pereira - Igrejinha - Vanusa Marschner - Itaara - Natália Fantinel - Jaguari - Bruna Uberti - Lajeado - Ane Delazzeri - Lindolfo Collor - Desireé Goulart - Mampituba - Helen Pizzio - Manoel Viana - Amanda Almeida - Minas do Leão - Caroline Escouto - Mostardas - Bianca Lentz - Nova Bréscia - Paula Laste - Nova Petrópolis - Morgana Martins - Novo Hamburgo - Marjorie Bickel - Passo do Sobrado - Renata Schimuneck - Passo Fundo - Laura Martini - Pelotas - Fernanda Rott - Porto Alegre - Vitória Brodt - Putinga - Karina Cossa - Quaraí - Aline Munekata | - Rio Grande - Victória Nader - Santa Cruz do Sul - Andressa Torrel - Santa Maria - Marcella Xarão - Santa Vitória do Palmar - Gabriela Souza - Santo Ângelo - Martina Londero - Santo Antônio da Patrulha - Jéssica Rushel - São Gabriel - Camila Balconi - São José do Norte - Suelen Costa - São Leopoldo - Stephanie Souza - São Lourenço do Sul - Manuela Schein - São Luiz Gonzaga - Muriel Prestes - São Nicolau - Tainá Barbosa - Sapucaia do Sul - Giulia Rostirolla - Sertão Santana - Bruna Papke - Soledade - Sandra Feles - Tapes (Rio Grande do Sul) - Bárbara Boff - Teutônia - Thaís Horst - Torres - Andrine Espíndola - Tramandaí - Sâmen dos Santos - Três Coroas - Magrid Koetz - Tupanciretã - Ana Paula Sarturi - Uruguaiana - Ana Cláudia Ribeiro - Xangri-lá - Vitória Oliver |